# F.E.A.R.
F.E.A.R. First Encounter Assault Recon je hororová střílečka z pohledu první osoby, kterou vyvinulo studio Monolith Productions a vydala společnost Vivendi Universal Games.

## Vydání
Hra byla vydána 17. října 2005 pro Windows a portována Day 1 Studios na Xbox 360 a PlayStation 3. Timegate Studios vydalo poté dva datadisky: F.E.A.R. Extraction Point (2006) a F.E.A.R. Perseus Mandate (2007). Tyto tituly byly portovány na Xbox 360 pod názvem F.E.A.R. Files.
Přímé pokračování jménem F.E.A.R. 2: Project Origin bylo vydáno Monolith Productions v únoru 2009. Druhé pokračování F.E.A.R. 3 vyšlo v roce 2011.